# Abbey Road Studios

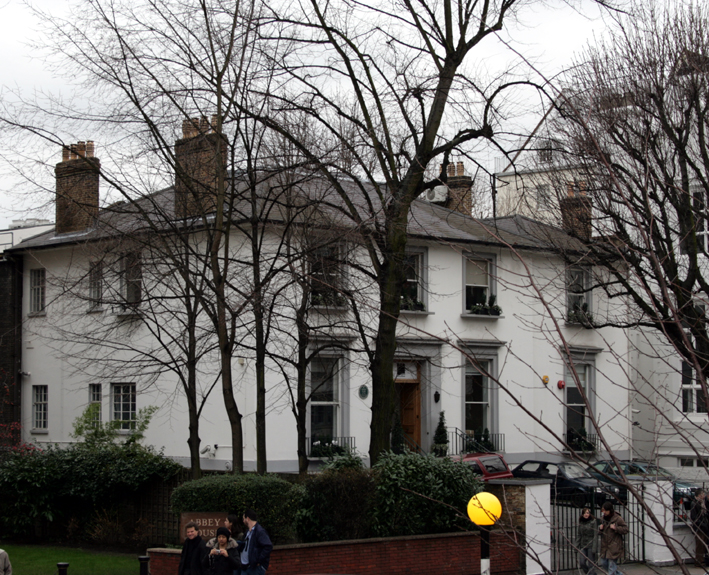
Студія «Еббі Роуд»

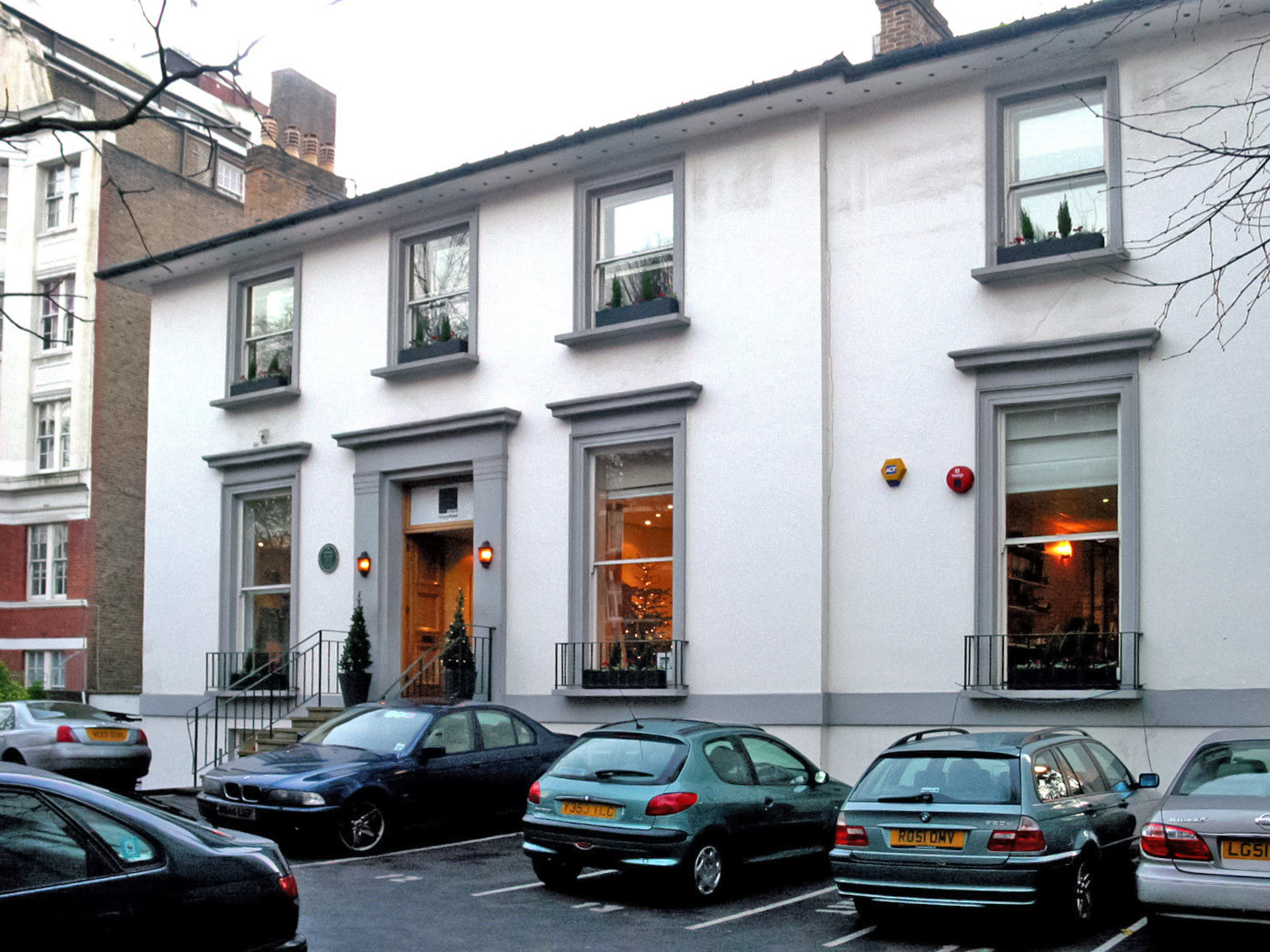

Студія «Еббі Роуд» (англ. Abbey Road Studios, зазвичай називають просто «Abbey Road») була створена в листопаді 1931 року EMI. Вона розташована на території штаб-квартири EMI в Сент-Джонс Вуд, Лондон, Англія. На Abbey Road Studios було три різних студії протягом більшої частини своєї історії. Четверта студія була створена пізніше. Перша студія (Studio One) була найбільша, і використовувалися для запису Симфонічних оркестрів, та дуже великих колективів та гуртів, зареєстрованих там. Друга студія (Studio Two) менша, і використовувалась для невеликих естрадних ансамблів або груп музикантів. Третя студія (Studio Three) набагато менша, і використовується для запису солістів та дуетів. Четверта студія (Studio Four) в основному використовується для пост-виробництва, де вносяться зміни до записів зроблених раніше. Студії славляться багатьма популярними записами пісень та альбомів. The Beatles, Pink Floyd, The Shadows є найзнаменитішими клієнтами студії на Еббі Роуд. Вони зробили студію знаменитою, коли говорили в засобах масової інформації про те що там записували свою музику. The Beatles навіть назвали свій останній альбом Abbey Road і в основному робили записи в другій студії (Studio Two), але також використовували першу студію (Studio One) та третю студію (Studio Three).

## Історія
Спочатку будівля була георгіанським таунхаусом з дев’ятьма спальнями. Вона була побудована в 1831 році на пішохідній доріжці, що веде до Кілбернського абатства. Пізніше будівлю було перетворено на квартири, де найвідомішим мешканцем був Менді Грегорі, який був відомий (або сумно відомий) продажем політичних почестей.
У 1929 році компанія «Грамофон» придбала приміщення і переобладнала його на студії. Власність мала перевагу у великому саду за таунхаусом, що дозволило побудувати набагато більшу будівлю позаду; таким чином, георгіанський фасад суперечить справжньому розміру будівлі. Pathé зняв відкриття студії в листопаді 1931 року, коли Едвард Елгар диригував Лондонським симфонічним оркестром, під час запису його музики. У 1934 році винахідник стереофонії Алан Блюмлайн записав Симфонія № 41 Моцарта, яку диригував Томас Бічем у студії.
Сусідній будинок також належить студії і використовується для проживання музикантів. У середині 20-го століття студію активно використовував британський диригент сер Малколм Сарджент, чий будинок був розташований поблизу будівлі студії.
Gramophone Company об'єдналася з Columbia Graphophone Company, щоб утворити Electric and Musical Industries (EMI) у 1931 році, а згодом студії стали відомі як EMI Recording Studios. У 1936 році віолончеліст Пабло Касальс став першим, хто записав сюїти для віолончелі Йоганна Себастьяна Баха № 1 і 2 за керівництвом керівника EMI Фреда Гайсберга. Записи спровокували революцію як серед шанувальників Баха, так і віолончелістів. Там на органі Комптона грав «Товстун» Уоллер.
Гленн Міллер записувався на студії Abbey Road під час війни, коли базувався у Сполученому Королівстві.
У 1958 році Studio Two в EMI стала центром музики рок-н-ролу, коли Кліф Річард і The Drifters (пізніше Кліфф Річард і The Shadows) записали там «Move It», а пізніше і поп-музику.
EMI тісно пов'язаний з Beatles, які записували майже всі свої альбоми та хіти там між 1962 і 1970 роками, використовуючи чотиритрековий мікшерний пульт REDD, розроблений Пітером К. Бурковіцем. The Beatles назвали свій альбом 1969 року Abbey Road. Іен Макміллан зробив фотографію обкладинки альбому за межами студії, в результаті чого зебра, що знаходиться поблизу, стала місцем паломництва шанувальників Beatles. Уже традиційно відвідувачі віддають шану гурту, залишаючи написи на стіні перед будівлею, хоча її фарбують кожні три місяці. У грудні 2010 року перехід на Еббі-роуд отримав статус II ступеня.
Ставши генеральним менеджером студії в 1974 році, Кен Таунсенд розпочав ребрендинг, щоб отримати вигоду від зв'язку студії з Beatles. Щоб підкреслити незалежність студії, Таунсенд доручив художнику Алану Брауну розробити унікальний логотип, і в 1976 році установа офіційно змінила назву з EMI Studios на Abbey Road Studios. Зміна назви студії, яка раніше була в основному обмежена британськими групами EMI, послужила додатковій меті заохочення груп, які не належать до EMI, до запису в студії.
Серед відомих продюсерів і звукорежисерів, які працювали в Abbey Road, є Фред Гайсберг (який вперше записав Енріко Карузо в Мілані в 1902 році і створив першу студію звукозапису в Лондоні на Мейден Лейн в 1898 році), Волтер Легге, Джордж Мартін, Джефф. Емерік, Норман «Ураган» Сміт, Кен Скотт, Майк Стоун, Алан Парсонс, Пітер Вінс, Малкольм Адді, Пітер Боун, Річард Ленгем, Філ Макдональд, Джон Курландер, Річард Лаш і Кен Таунсенд, який винайшов студійний ефект, відомий як автоматичний двійник стеження (ADT). Головним інженером з майстерності в Abbey Road був Кріс «Вініл» Блер, який почав свою кар'єру як оператор магнітофонної деки.
У 1979 році EMI доручила британській джазовій ф'южн-групі Morrissey-Mullen записати перший у Британії цифровий сингл на студії Abbey Road.
Студія Abbey Road Studios розпочала свою діяльність у сфері озвучування фільмів у 1980 році, коли Anvil Post Production уклала партнерство зі студією під назвою Anvil-Abbey Road Screen Sound. Партнерство почалося, коли Anvil залишився без студії озвучки, в момент коли Denham Studios було закрито. Це закінчилося в 1984 році, коли компанія EMI об'єдналася з Thorn Electrical Industries і стала Thorn EMI. Успіх Abbey Road у скоринговому бізнесі продовжився і після припинення партнерства.
З 18 липня по 11 вересня 1983 року громадськість мала рідкісну можливість побачити кімнату Studio Two, де Beatles створювали більшість своїх записів. Поки новий мікшерний пульт встановлювався в диспетчерській, студія використовувалася для проведення відеопрезентації під назвою The Beatles at Abbey Road. Саундтрек до відео містить низку записів, які не були комерційно доступні до випуску проекту The Beatles Anthology понад десять років потому.
У вересні 2005 року американський хіп-хоп виконавець Каньє Вест за підтримки жіночого струнного оркестру з 17 чоловік виконав пісні зі своїх перших двох студійних альбомів на Abbey Road Studios. Записи цих живих виконань утворили його концертний альбом Late Orchestration, який вийшов у квітні 2006 року. На обкладинці альбому використано знамениту зебру з торговою маркою Веста «Dropout Bear», та можна побачити, як медвідь йде по ній. У червні 2011 року південнокорейський бойз-бенд Shinee виступив у студії в рамках свого японського дебютного шоукейсу в партнерстві з EMI і місцевим лейблом групи SM Entertainment, ставши першими азійськими виконавцями, які записалися у студії. У листопаді 2011 року австралійська співачка Кайлі Міноуг записала деякі зі своїх найвідоміших пісень з оркестром на студії Abbey Road. Альбом під назвою The Abbey Road Sessions вийшов у жовтні 2012 року.
У вересні 2012 року, з поглинанням EMI, студія стала власністю Universal Music. Це не була одна з компаній, які були продані Warner Music як частина Parlophone; замість цього контроль над Abbey Road Studios Ltd був переданий Virgin Records.

## Цікаві факти
- Під студією чергували фанатки гурту «The Beatles» (т. зв. ґруппі), щоб мигцем глянути на музикантів.